# Kleine Ruwenberg

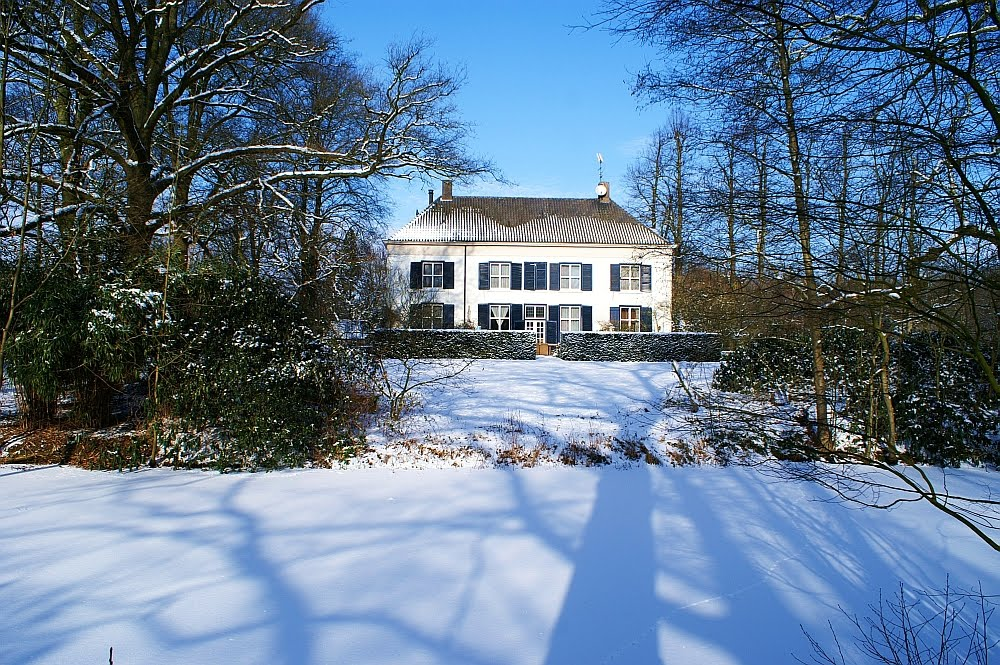
De Kleine Ruwenberg

De Kleine Ruwenberg was oorspronkelijk een slotje dat omstreeks 1435 gebouwd is ten zuiden van de Grote Ruwenberg. Het bevindt zich nabij Sint-Michielsgestel in de Nederlandse provincie Noord-Brabant. Het was een leengoed van de heerlijkheid Herlaar.

## Kasteeltje
De precieze stichtingsdatum is niet bekend. Sommigen menen dat het omstreeks 1530 moet zijn gebouwd door Nicolaas Spieringh. Zijn dochter Mechteld Spieringh erfde het. Zij trouwde met Gerrit van Boecop en overleed in 1652. Toen erfden twee kinderen van het echtpaar, Christoffel van Boecop en Ernest van Boecop, het kasteeltje.
Christoffel overleed in 1668 en was ongehuwd, terwijl Ernest tweemaal gehuwd was. Zijn eerste huwelijk was met Anna Veronica van der Ehren zu Birgell. Hun dochter was Anna Catharina Constantia van Boecop, die trouwde met Everard van Doerne, die heer van Asten was. Het echtpaar kwam vaak op de Kleine Ruwenberg, en hun kinderen werden er gedoopt.
Hun dochter Anna Wilhelmina van Doerne erfde het kasteeltje. Na haar dood in 1720 kwam het kasteeltje aan Johannes Christophoros de Bertholf Ruyff de Belven, die het in 1729 verkocht aan Christiaan Paulus van Beresteijn, die ook heer was van Maurick. Deze liet het danig vervallen kasteeltje herstellen en woonde er tot 1735, waarop hij het verkocht aan zijn schoonvader, Gerard van Midlum, die theoloog was.
In 1737 was het kasteel echter: bevonden onbewoont, van binnen bijnaer sonder meubelen ende morsig en vuijl...de solders niet anders als een duijfhuijs bevonden...alsof in jaren en dagen geen menschen daarop gewoont hadden...het orangiehuijs op het bassecourt staande is zeer gedevaliseert. Gerard verkocht het kasteel aan Willem van Rijssel, die luitenant-kolonel was. In 1745 stierf deze en zijn weduwe verkocht het nu aan Jacob van Brakell, een luitenant-generaal. In 1749 kwam het door koop in het bezit van Johan Heyssel en in 1762 werd het vermaaklijk wel doorbouwt en seer gelegen adellijk kasteel verkocht aan Arnoldus des Tombe, een miltair officier en plantage-eigenaar uit Suriname. Naast onder meer reguliere saletten, een bequame kelders en een thoorn daarboven uytstekende, gaf de koop ook recht op de graffsteede en geregtigheyd van dien in de kerke op het choir binnen dese heerlijkheyd; met de bank in deselve kerke en tal van andere provilegien.
Arnoldus trouwde met Wendelina Borgesius en later met Henriette Anna de Bons. Hij stierf in 1804 op Klein Ruwenberg. Een zoon uit zijn  laatste huwelijk, Andreas Jan Jacob des Tombe, werd militair onder Napoleon Bonaparte en maakte vele van diens veldtochten mee, waaronder die naar Rusland. Aldus werd hij tot Baron de l'Empire verheven. Door Koning Willem I werd hij tot baron verheven en werd luitenant-generaal en bevelhebber van Maastricht. In 1804 erfde hij met zijn broers Daniël en Franciscus het kasteeltje. Het werd doorverkocht aan Jacob Meurs.
In 1819 werd het doorverkocht aan Henriette Struuck van der Steege, die getrouwd was met Corneille Hipolite Berail. Deze begon een bierbrouwerij en azijnfabriekje op het terrein. In 1837 moest het kasteeltje wegens financiële moeilijkheden aan Jacob van Beresteijn, kasteelheer van Kasteel Maurick, verkocht worden. Berail bleef er wonen, nu als directeur van de Maatschappij voor de Zijdeteelt. Deze maatschappij kocht het in 1838.

## Landhuis
In 1842 brandde het kasteeltje echter af, waarna het tegenwoordig nog bestaande landhuis werd gebouwd.
Dit is een huis met twee bouwlagen onder een schilddak. Van het oude huis bleef vrijwel niets over. De stenen van het kasteel werden voor het huidige landhuis gebruikt.
In 1855 werd Berail opnieuw eigenaar en woonde er tot hij overleed in 1891, steeds in de weer om uitvindingen te doen. Zijn dochters, Geertruida en Cornelia, bleven er wonen. In 1899 kenschetste Alexander van Sasse van Ysselt het huis als een zeer gewoon nieuwerwetsch huis en 't is daarom niet de moeite waard er eene afbeelding van te geven.
Het huis bleef in het bezit van de familie Berail en kwam uiteindelijk in handen van Theo Tromp (1903-1984), de vicepresident van Philips, wiens moeder een Berail was. In 1974 werd het huis verkocht aan de Gemeente Sint-Michielsgestel. Om de Kleine Ruwenberg ligt tegenwoordig een park.
In 1992 werd het huis gekocht door Karin Jonkers en Jean Philipse. Zij voerden een grondige (herstel)verbouwing door in het op dat moment erg vervallen landhuis. De hal met de in 1845 "tijdelijk" geplaatste trap (omdat de toenmalige aannemer die vergeten was te plaatsen) werd weer een trappenhuis. Ook het zeer oude fornuis werd helemaal gerestaureerd. De oude kasteeltuin werd weer in alle luister hersteld. In 2008 werd het huis en de bijgebouwen weer een rijksmonument.